# Liste der denkmalgeschützten Objekte in Sankt Barbara im Mürztal
Die Liste der denkmalgeschützten Objekte in Sankt Barbara im Mürztal enthält die 22 denkmalgeschützten, unbeweglichen Objekte der österreichischen Gemeinde Sankt Barbara im Mürztal im steirischen Bezirk Bruck-Mürzzuschlag.

## Denkmäler
| Foto |                 | Denkmal                                                                                            | Standort                                             | Beschreibung | Metadaten |
| ---- | --------------- | -------------------------------------------------------------------------------------------------- | ---------------------------------------------------- | --- | --- |
| ja   | Datei hochladen | Bauernhofanlage Streimel HERIS-ID: 2081seit 2023                                                   | Pretalstraße 46 Standort KG: Großveitsch             | | BDA-Hist.: Q119231446 Status: Bescheid Stand der BDA-Liste: 2025-06-30 Name: Großveitsch – Bauernhofanlage Streimel GstNr.: 209/1, 213/1, .36/1, 212 Streimelhof, Veitsch                          |
| ja   | Datei hochladen | Kath. Filialkirche hl. Barbara HERIS-ID: 244086seit 2023                                           | Feldgasse 9 Standort KG: Mitterdorf                  | | BDA-Hist.: Q119231447 Status: Bescheid Stand der BDA-Liste: 2025-06-30 Name: Kath. Filialkirche hl. Barbara GstNr.: 599/2 Filialkirche Sankt Barbara (Mitterdorf im Mürztal)                       |
| ja   | Datei hochladen | Aufbahrungshalle HERIS-ID: 14268 Objekt-ID: 10500                                                  | Friedhofweg 2 Standort KG: Niederaigen, Veitsch Dorf | Die Totenhalle stammt von Ferdinand Schuster aus dem Jahr 1966. Die terrassenförmige Anlage des Friedhofs wird beim Bau gegenläufig weitergeführt. | BDA-Hist.: Q37746449 Status: § 2a Stand der BDA-Liste: 2025-06-30 Name: Aufbahrungshalle GstNr.: .36                                                                                               |
| ja   | Datei hochladen | Kath. Pfarrkirche hl. Veit HERIS-ID: 14266 Objekt-ID: 10498                                        | Kirchenweg 1 Standort KG: Veitsch Dorf               | Die spätgotische Kirche wird 1206 erstmals urkundlich erwähnt. Das dreijochige Langhaus wurde 1456 fertiggestellt. Es ist mit einem Netzrippengewölbe überwölbt, das auf Halbrunddiensten bzw. eingezogenen Strebepfeilern mit Blattkapitellen ruht. Die Innenausstattung umfasst Elemente aus der Spätgotik bis ins frühe 20. Jahrhundert. Im Mitteljoch befinden sich Schlusssteine mit Wappen, neben dem Heiliggeistloch mit zwei Köpfen. Der einjochige Chor ist durch einen eingezogenen, spitz zulaufenden Fronbogen vom Langhaus getrennt (5/8 Schluss, um je eine Stufe erhöht). Überwölbt wird er von einem tief herabgezogenen Kreuzrippengewölbe, das auf Konsolen aufliegt. Einer der runden Schlusssteine am Chorschluss stellt einen segnenden Bischof dar. Hier sind die Strebepfeiler flach ausgeführt, dazwischen ein schwer beschädigtes, spätgotisches Fresko, das Christus als Weltenrichter und die Muttergottes mit dem hl. Johannes darstellt. Im Maßwerk von zwei Chorfenstern sind gotische Ornamentscheiben erhalten. Südlich des Chores befindet sich die barocke St. Veit Kapelle mit einer Stichkappentonne auf Wandpilastern und einem Altar aus der Mitte des 18. Jahrhunderts, der Johann Michael Eisenschmidt zugeschrieben wird. Hier befindet sich eine Wandnische, die durch ein schmiedeeisernes Gitter aus dem 18. Jahrhundert abgeschlossen wird. Die übrigen Seitenaltäre stammen aus dem Rokoko (St. Veit Kapelle spätes 18. Jahrhundert). Die Kanzel mit einem Christusrelief entstand in der Mitte des 18. Jahrhunderts. Die neugotische Orgel wurde 1894 von A. Mauracher geschaffen. Der mächtige, dreigeschoßige Glockenturm an der Westseite der Kirche ist mit einem hohen Keildach versehen. In der Turmhalle ist ein Tonnengewölbe mit Stichkappen. Die Südpforte, der Haupteingang zur Kirche, ist ein verstäbtes Rundbogenportal. Die Glocke wurde 1736 von Theresia Weyrin gestiftet. 1956 wurde die Kirche umfassend restauriert. | BDA-Hist.: Q37746134 Status: § 2a Stand der BDA-Liste: 2025-06-30 Name: Kath. Pfarrkirche hl. Veit GstNr.: .21, 12 Pfarrkirche hl. Veit, Veitsch                                                   |
| ja   | Datei hochladen | Stiftshof/Gutshof/Lesehof, Pfarrhof HERIS-ID: 14267 Objekt-ID: 10499                               | Kirchenweg 1 (Pfarrhof) Standort KG: Veitsch Dorf    | Der Gebäudekomplex liegt nördlich der Kirche und ist mit ihr durch einen Gang aus der Zeit der Gotik verbunden. Dieser ist wiederum mit einem rundbogigen Durchgang und einem Osterker (mit verstäbtem Fenster) versehen. An seiner Sohlbank befinden sich zwei Kopfkonsolen. Der Kirchhof ist durch eine hohe Mauer von der Propstei abgetrennt. Die einzelnen Trakte des Gebäudes sind um einen zweigeschoßigen Arkadenhof angeordnet. Der Osttrakt ist mit einem Wirtschaftsgebäude verbunden, in dem sich ein mit Stuckaturen und einem Tonnengewölbe gedeckter Raum befindet, der zwischen 1730 und 1740 – vermutlich – von Johann Cajean Androy geschaffen wurde. Das Gebäude dient seit 1989 als Jugendherberge, Arkadentaverne, Unterkunft für Wallfahrer und Veranstaltungszentrum. | BDA-Hist.: Q37746290 Status: § 2a Stand der BDA-Liste: 2025-06-30 Name: Stiftshof/Gutshof/Lesehof, Pfarrhof GstNr.: .22/1 Stiftshof - Pfarrhof, Veitsch                                            |
| ja   | Datei hochladen | Rathaus/Gemeindeamt, Marktgemeindeamt HERIS-ID: 16655 Objekt-ID: 12921                             | Obere Hauptstraße 18 Standort KG: Veitsch Dorf       | | BDA-Hist.: Q37823796 Status: § 2a Stand der BDA-Liste: 2025-06-30 Name: Rathaus/Gemeindeamt, Marktgemeindeamt GstNr.: 125, .17 Gemeindeamt Veitsch                                                 |
| ja   | Datei hochladen | Ehem. Hauptschule, Kindergarten HERIS-ID: 14271 Objekt-ID: 10503                                   | Untere Hauptstraße 1 Standort KG: Veitsch Dorf       | Die Hauptschule wurde nach einem Entwurf von Ferdinand Schuster 1958 bis 1963 errichtet. Der dreigeschoßige funktionalistische Schulbau hat einen U-förmigen Grundriss mit abgewinkeltem Turnsaal. Die Klassenräume haben überwiegend zweiseitige Belichtung. 2011 wurde die Schule mangels Nachfrage geschlossen. | BDA-Hist.: Q37746689 Status: § 2a Stand der BDA-Liste: 2025-06-30 Name: Ehem. Hauptschule, Kindergarten GstNr.: 65/1, 65/5                                                                         |
| ja   | Datei hochladen | Badeanlage, Hallenbad HERIS-ID: 14256 Objekt-ID: 10488                                             | Badstraße 21 Standort KG: Großveitsch                | Das Hallenbad wurde 1950–1952 von Heinrich Meyer erbaut. Es besteht aus einem massigen Wasserturm und einer Schwimmhalle mit spitzem Tonnengewölbe | BDA-Hist.: Q37745516 Status: § 2a Stand der BDA-Liste: 2025-06-30 Name: Badeanlage, Hallenbad GstNr.: .300                                                                                         |
| ja   | Datei hochladen | Alpengasthof Radwirt HERIS-ID: 14260 Objekt-ID: 10492                                              | Brunnalmstraße 36 Standort KG: Großveitsch           | Ältestes Fertigteilhaus der Welt. 1882 wurde Graf Franz Hardegg in den Gemeinderat der Gemeinde Veitsch gewählt, der aber nur selten an dessen Sitzungen teilnahm, weil er in Wien wohnte. Er hatte bei der Weltausstellung 1873 in Wien ein Fertigteilhaus gekauft und es als Jagdhaus auf dem gräflichen Landsitz erstellt. Heute dient das älteste Fertigteilhaus der Welt als „Alpengasthof Radwirt“ am Fuße der Hohen Veitsch. | BDA-Hist.: Q37745884 Status: Bescheid Stand der BDA-Liste: 2025-06-30 Name: Alpengasthof Radwirt GstNr.: .123/2                                                                                    |
| ja   | Datei hochladen | Arbeiterwohnhaus HERIS-ID: 14251seit 2021                                                          | Dr. Bathelt-Siedlung 3 Standort KG: Großveitsch      | Das Arbeiterwohnhaus repräsentiert eine Form, wie sie um Groß-Veitsch nach 1899 an mehreren Stellen (auch im Pretal) von den Veitscher Magnesitwerken gebaut wurde. An diesem ansonsten einfachen zweigeschoßigen Haus mit Nutzgarten ist im Gegensatz zu vielen anderen das originale Aussehen (vor allem das Fachwerk) noch erhalten. | BDA-Hist.: Q107690326 Status: Bescheid Stand der BDA-Liste: 2025-06-30 Name: Arbeiterwohnhaus GstNr.: 905 Arbeiterwohnhaus Dr. Bathelt-Siedlung 3, Großveitsch                                     |
| ja   | Datei hochladen | Flur-/Wegkapelle, Heissenberger-Kapelle (Schaffenberger-Kapelle) HERIS-ID: 14257 Objekt-ID: 10489  | Standort KG: Großveitsch                             | | BDA-Hist.: Q37745642 Status: § 2a Stand der BDA-Liste: 2025-06-30 Name: Flur-/Wegkapelle, Heissenberger-Kapelle (Schaffenberger-Kapelle) GstNr.: .1/5                                              |
| ja   | Datei hochladen | Bildstock, sog. Pestkreuz HERIS-ID: 14258 Objekt-ID: 10490                                         | Standort KG: Großveitsch                             | Vermutlich um das Jahr 1529 von sechs Veitscher Bauern gestiftet, zwischen 1997 und 1998 mit Hilfe des Bundesdenkmalamtes restauriert. | BDA-Hist.: Q37745772 Status: § 2a Stand der BDA-Liste: 2025-06-30 Name: Bildstock, sog. Pestkreuz GstNr.: .3                                                                                       |
| ja   | Datei hochladen | Kilometer-/Meilenstein HERIS-ID: 13671 Objekt-ID: 9879                                             | bei Dorfgasse 24 Standort KG: Mitterdorf             | Der Postmeilenstein aus den 1830ern zeigt die Entfernung nach Wien, Graz und Triest an. | BDA-Hist.: Q38183507 Status: § 2a Stand der BDA-Liste: 2025-06-30 Name: Kilometer-/Meilenstein GstNr.: 668/4 Ganzmeilensäule, Mitterdorf im Mürztal                                                |
| ja   | Datei hochladen | Ehem. kath. Filialkirche hl. Johannes Nepomuk, Bibliothek HERIS-ID: 13668 Objekt-ID: 9876          | Hauptplatz 2 Standort KG: Mitterdorf                 | | BDA-Hist.: Q38183459 Status: § 2a Stand der BDA-Liste: 2025-06-30 Name: Ehem. kath. Filialkirche hl. Johannes Nepomuk, Bibliothek GstNr.: .40 Saint John of Nepomuk Church (Mitterdorf im Mürztal) |
| ja   | Datei hochladen | Schloss, Schule, Schloss Pichl/Waldbauern- und Forstarbeiterschule HERIS-ID: 13670 Objekt-ID: 9878 | Rittisstraße 1 Standort KG: Mitterdorf               | Das Schloss liegt auf einer Geländeterrasse am Ausgang des Veitschgrabens und wurde ab 1555 durch Jörg Idungspeuger an Stelle eines Hofes errichtet, der bereits 1363 erwähnt worden war. Es ist von den Resten einer erneuerten Umfassungsmauer mit zwei Rundtürmen umgeben. Der U-förmige Gebäudeblock hat vier vorspringende Ecktürme mit Zeltdächern. Im Nordost-Turm befindet sich die ehemalige Kapelle mit einem primitiven Sternrippengewölbe. Die holzgetäfelte Halle im Erdgeschoß verfügt über eine Felderdecke. Das Schloss dient heute als Landwirtschaftsschule. | BDA-Hist.: Q38183492 Status: § 2a Stand der BDA-Liste: 2025-06-30 Name: Schloss, Schule, Schloss Pichl/Waldbauern- und Forstarbeiterschule GstNr.: .56/2 Schloss Pichl, Mitterdorf                 |
| ja   | Datei hochladen | Burgruine Lichtenegg HERIS-ID: 14282 Objekt-ID: 10514                                              | Burgruinenweg 3 Standort KG: Scheibsgraben           | Um das Jahr 1280 wurde der Platz erstmals urkundlich erwähnt. Anfangs stand hier vermutlich nur ein Bauernhof. Der Ausbau zur Burg setzte um die Mitte des 14. Jahrhunderts ein. Am 3. Februar 1395 wurde Hans Liechtenegger gestattet, den Hof um ein oder zwei gemauerte Stockwerke zu erhöhen und zu befestigen. Zwischen dem späten 14. und dem 15. Jahrhundert wurde die Burg unter wechselnden Besitzern ausgebaut und erweitert. Von Belagerungen ist nichts bekannt, sie diente in unsicheren Zeiten vor allem als Zufluchtsort für die Bewohner der Umgebung. Um 1600 gelangte sie in den Besitz des Gewerken Sebald Pögl. 1757 wurde sie aufgegeben, um 1792 verließen die letzten Bewohner die Burg, die nun zur Ruine verkam. 1855 stürzten Teile der Burg durch ein Erdbeben ein. 1953 musste ein Teil der Ringmauer wegen akuter Einsturzgefahr abgetragen werden. Die Anlage besteht aus einem breiten Halsgraben, einem rundbogigen Burgtor, einem Zwinger, dem Bergfried und einem kleinen Hof, der komplett von Gebäuden umschlossen wird. Eigentümer ist heute der Verein zur Erhaltung der Burgruine Lichtenegg, der 1929 von Richard Antauer gegründet wurde um ihren rasch fortschreitenden Verfall aufzuhalten. Der Verein führt laufend Erhaltungsarbeiten durch. Zwischen den Jahren 1980 und 1990 wurde in den Räumen des Bergfrieds ein Heimatmuseum eingerichtet. | BDA-Hist.: Q37747365 Status: Bescheid Stand der BDA-Liste: 2025-06-30 Name: Burgruine Lichtenegg GstNr.: .8 Burgruine Lichtenegg, Wartberg im Mürztal                                              |
| ja   | Datei hochladen | Straßenbrücke, Wartberger Mürz-Brücke HERIS-ID: 14286 Objekt-ID: 10518                             | Standort KG: Scheibsgraben                           | Die Wartberger Mürz-Brücke wurde im Jahre 1937 erbaut. Mit einer lichten Weite von 42,80 m überspannt sie die Mürz zwischen den Katastralgemeinden Scheibsgraben und Wartberg. | BDA-Hist.: Q37747409 Status: § 2a Stand der BDA-Liste: 2025-06-30 Name: Straßenbrücke, Wartberger Mürz-Brücke GstNr.: 642/1; 634/2                                                                 |
| ja   | Datei hochladen | Kath. Pfarrkirche hl. Erhard HERIS-ID: 14274 Objekt-ID: 10506                                      | Dorfstraße 30 Standort KG: Wartberg                  | Die heutige Pfarrkirche wurde 1730–1731 von Remigius Horner nach dem Vorbild der Stiftskirche Pöllau erbaut. Im 20. Jahrhundert wurde sie zuerst innen, später außen restauriert. Die Altäre stammen aus der Mitte des 18. Jahrhunderts. | BDA-Hist.: Q37746803 Status: § 2a Stand der BDA-Liste: 2025-06-30 Name: Kath. Pfarrkirche hl. Erhard GstNr.: .53 Pfarrkirche hl. Erhard, Wartberg im Mürztal                                       |
| ja   | Datei hochladen | Bildstock, Erhard-Kapelle HERIS-ID: 14275 Objekt-ID: 10507                                         | bei Dorfstraße 30 Standort KG: Wartberg              | | BDA-Hist.: Q37746846 Status: § 2a Stand der BDA-Liste: 2025-06-30 Name: Bildstock, Erhard-Kapelle GstNr.: .53 Erhard-Kapelle, Wartberg im Mürztal                                                  |
| ja   | Datei hochladen | Pfarrhof HERIS-ID: 14276 Objekt-ID: 10508                                                          | Dorfstraße 30 Standort KG: Wartberg                  | | BDA-Hist.: Q37746925 Status: § 2a Stand der BDA-Liste: 2025-06-30 Name: Pfarrhof GstNr.: .52 |
| ja   | Datei hochladen | Straßenbrücke, Wartberger Mürz-Brücke HERIS-ID: 14290 Objekt-ID: 10522                             | Standort KG: Wartberg                                | Die Wartberger Mürz-Brücke wurde im Jahre 1937 erbaut. Mit einer lichten Weite von 42,80 m überspannt sie die Mürz zwischen den Katastralgemeinden Scheibsgraben und Wartberg. | BDA-Hist.: Q37747445 Status: § 2a Stand der BDA-Liste: 2025-06-30 Name: Straßenbrücke, Wartberger Mürz-Brücke GstNr.: 759/1; 746                                                                   |
| ja   | Datei hochladen | Bildstock, „Pestkreuz“ HERIS-ID: 14278 Objekt-ID: 10510                                            | Stanglalmweg 7, in der Nähe Standort KG: Wartberg    | | BDA-Hist.: Q37747117 Status: § 2a Stand der BDA-Liste: 2025-06-30 Name: Bildstock, „Pestkreuz“ GstNr.: 751/3                                                                                       |